# Землянки (Кегичёвский район)
Земля́нки (укр. Землянки) — село,
Андреевский сельский совет,
Кегичёвский район,
Харьковская область, Украина.
Код КОАТУУ — 6323180402. Население по переписи 2001 года составляет 172 (83/89 м/ж) человека.

## Географическое положение
Село Землянки находится в 3-х км от реки Вшивая (левый берег), к селу примыкает село Кобзевка Вторая, в 3-х км расположено село Андреевка. По селу протекает пересыхающий ручей с запрудами.

## История
- 1885 — дата основания.